# Puerh
Puerh (プーアル) is een personage uit de mangaserie Dragon Ball.
Puerh is een vliegende, blauwachtige kat met een zachtaardig karakter. Ze komt voor het eerst aan bod in Dragon Ball als vriend en bondgenoot van de toenmalige woestijnbandiet Yamcha. Zij trokken samen door de woestijn en overvielen toevallige voorbijgangers. Puerh heeft, net als Oolon, de speciale eigenschap om zich naar willekeur van vorm te veranderen. Puerh kan deze vorm voor onbeperkte tijd aanhouden, terwijl Oolon een limiet van 5 minuten kent. Beiden volgden trouwens les aan dezelfde school en kunnen elkaar in het prille begin absoluut niet luchten.
Puerh treedt eerst op als vijand van de kleine Goku, maar voegt zich al gauw bij hem. Ze probeert daarna samen met hem de wereld te redden met zijn opmerkelijke gave. Puerh is zelf echter geen sterke krijger. Door de steeds sterkere en snellere vijanden speelt Puerh later maar een geringe rol.